# Aires da Silva
D. Aires da Silva ou "Arias da Silva" ( - Alcácer Quibir, 4 de agosto de 1578), foi um bispo da Diocese do Porto (1573-1578).
Formado em Coimbra, como mestre em artes e bacharel em teologia, foi escolhido para ocupar o cargo de primeiro reitor do Colégio de São Paulo de Coimbra, pelo cardeal D. Henrique, em Maio de 1563. Daí, por igual nomeação de D. Henrique, passara a vice-reitor da Universidade de Coimbra propriamente dita e depois a reitor, lugar onde substituiu Martim Gonçalves da Câmara, e que já ocupava em 27 de Setembro de 1564.
Era filho de Rui Pereira da Silva, alcaide-Mor de Silves e guarda-mor do Infante D. João Manuel, pai do rei D. Sebastião, e de D. Isabel da Silva ou D. Isabel Coutinho, senhora do Morgadio de Santo António de Casais, filha de Fernando Coutinho, bispo de Lamego e do Algarve.
Durante a sua presença no Paço Episcopal do Porto mandou fazer algumas obras para a conclusão das diversas quadras do edifício.
Em Maio de 1576 recebeu aí o bispo D. Frei Bartolomeu dos Mártires com toda a pompa e circusntância.
Foi proprietário da quinta de Sacais, no Bonfim, no Porto, e devido a isso chamou-se “Quinta do Captivo" por, durante largo tempo, se ter julgado que em vez de ter morrido na Batalha de Alcácer Quibir se julgou ter estado cativo dos mouros.
É uma das personagens do romance «O Senhor do Paço de Nimães», da autoria de Camilo Castelo Branco, e onde evoca o mau presságio do Velho do Restelo antes de partir para essa trágica odisseia que lhe tirou a vida.
A ultima memória que há dele no Porto foi a 28 de Maio de 1578, não sem antes deixar o prelado Pedro Ferreira a ficar responsável dessa sua diocese e o seu sobrinho D. Manuel de Almada a tomar conta do Mosteiro de Ferreira.